# Gheorghe Oros
Gheorghe Oros (ur. 29 kwietnia 1986 w Oradei) – rumuński wioślarz.

## Osiągnięcia
- Mistrzostwa Świata Juniorów – Ateny 2003 – czwórka bez sternika – 3. miejsce[1].
- Mistrzostwa Świata Juniorów – Banyoles 2004 – czwórka bez sternika – 1. miejsce[1].
- Mistrzostwa Świata Juniorów – Banyoles 2004 – ósemka – 1. miejsce[1].
- Mistrzostwa Świata U-23 – Amsterdam 2006 – ósemka – 1. miejsce[1].
- Mistrzostwa Świata U-23 – Hazewinkel 2006 – czwórka podwójna – 2. miejsce[1].
- Mistrzostwa Świata – Eton 2006 – czwórka podwójna – 12. miejsce[1].
- Mistrzostwa Świata U-23 – Glasgow 2007 – czwórka podwójna – 12. miejsce[1].
- Mistrzostwa Świata – Monachium 2007 – czwórka bez sternika – 21. miejsce[1].
- Mistrzostwa Europy – Poznań 2007 – ósemka – 6. miejsce[1].
- Mistrzostwa Europy – Brześć 2009 – ósemka – 6. miejsce[1].